# Keep on Lovin' You
Keep on Lovin' You è un singolo della cantante statunitense Siedah Garrett, pubblicato sulla rete l'11 settembre 2012.

## Il disco
Questo singolo è dedicato al cantante Michael Jackson a cui la cantante era molto legata. Infatti, Siedah partecipò nel duetto "I Just Can't Stop Loving You" con Jackson e anche nel coro del Dangerous World Tour e, insieme a Glen Ballard, è l'autrice della canzone Man in the Mirror, inserita nell'album Bad di Michael Jackson. Secondo una recente intervista rilasciata da Siedah Garrett, "Keep on Lovin' You" è "la risposta al duetto I Just Can't Stop Loving You".
Fino ad ora, il singolo è stato pubblicato solo sulla rete, dove è stato anche diffuso il video della canzone. 

Nel video appare la cantante e anche pezzi in cui ci sono foto e video con Michael Jackson. Verso la fine, Siedah indossa una giacca rossa e un cappello, dando un tributo al cantante scomparso. 